# (6432) Temirkanov
(6432) Temirkanov es un asteroide perteneciente al cinturón de asteroides, descubierto el 3 de octubre de 1975 por la astrónoma soviética Liudmila Chernyj desde el Observatorio Astrofísico de Crimea (República de Crimea, Rusia).

## Designación y nombre
Designado provisionalmente como 1975 TR2. Fue nombrado en homenaje al director de orquesta ruso Yuri Temirkánov.